# Stumfilm i et køleskab
|  | Denne artikel er oprettet af botten PalnaBot ud fra en ekstern database. Den kan derfor have sproglige fejl eller mangler. Denne skabelon kan fjernes efter kontrol af indholdet. |

Stumfilm i et køleskab er en eksperimentalfilm instrueret af Lene Pels efter manuskript af Lene Pels.

## Handling
Naturlig harmoni, åbenhed og varme forstyrres ved undertrykkelsen af sjælen. Et koldt univers med diktatur, ensretning og anonymitet opstår. Under den konforme harmoni spirer angsten, volden og uretfærdigheden. Et sted lever troen på sjælen ukueligt. Med troen levende og accepteret, er der også en tro på og et håb for kærligheden. Og hermed frihed i mere end kunst og menneskets fantasi.